# Videografia de Ha*Ash
Esta é uma lista dos vídeos musicais ou promocionais da dupla estadunidense de música pop latino Ha*Ash, consiste em dois álbum ao vivo e 83 vídeos musicais, incluindo os que foram participações especiais ou em parceira com outros artistas.

## Vídeos musicais

### Como artista principal
| Título                                        | Notes         | Ano  | Álbum                        | Diretor                |
| --------------------------------------------- | ------------- | ---- | ---------------------------- | ---------------------- |
| "Odio Amarte"                                 |               | 2002 | Ha*Ash                       | Desconhecido           |
| "Estés en Donde Estés"                        |               | 2003 | Ha*Ash                       | Desconhecido           |
| "Te Quedaste"                                 |               | 2004 | Ha*Ash                       | Desconhecido           |
| "Amor a Medias"                               |               | 2005 | Mundos Opuestos              | Gustavo Garzón         |
| "Me Entrego a Ti"                             |               | 2005 | Mundos Opuestos              | David Ruiz             |
| "¿Qué Hago Yo?"                               |               | 2006 | Mundos Opuestos              | Leo Sánchez            |
| "Tu Mirada en Mi"                             |               | 2006 | Mundos Opuestos              | David Ruiz             |
| "No Te Quiero Nada"                           |               | 2008 | Habitación Doble             | Desconhecido           |
| "Lo Que Yo Sé de Ti"                          |               | 2008 | Habitación Doble             | Pablo Davila           |
| "Latente"                                     |               | 2010 | N/A                          | Desconhecido           |
| "Impermeable"                                 |               | 2011 | A Tiempo                     | Fausto Terán           |
| "Te Dejo en Libertad"                         | Ao vivo       | 2011 | A Tiempo                     | Desconhecido           |
| "No Te Quiero Nada"                           | Ao vivo       | 2011 | A Tiempo                     | Desconhecido           |
| "¿De Dónde Sacas Eso?"                        | Ao vivo       | 2011 | A Tiempo                     | Desconhecido           |
| "Solo Una Vez"                                | Ao vivo       | 2011 | A Tiempo                     | Desconhecido           |
| "¿Qué Haré Con Este Amor?"                    | Ao vivo       | 2011 | A Tiempo                     | Desconhecido           |
| "Odio Amarte"                                 | Ao vivo       | 2011 | A Tiempo                     | Desconhecido           |
| "Todo No Fue Suficiente"                      | Ao vivo       | 2011 | A Tiempo                     | Desconhecido           |
| "Impermeable"                                 | Ao vivo       | 2011 | A Tiempo                     | Desconhecido           |
| "Faltas Tú"                                   | Ao vivo       | 2011 | A Tiempo                     | Desconhecido           |
| "Todo No Fue Suficiente"                      |               | 2012 | A Tiempo                     | Desconhecido           |
| "¿De Dónde Sacas Eso?"                        |               | 2012 | A Tiempo                     | Desconhecido           |
| "Perdón, Perdón"                              | Ao vivo       | 2014 | Primera fila: Hecho realidad | Nahuel Lerena          |
| "Lo Aprendí de Ti"                            | Ao vivo       | 2015 | Primera fila: Hecho realidad | Nahuel Lerena          |
| "Ex de Verdad"                                | Ao vivo       | 2015 | Primera fila: Hecho realidad | Nahuel Lerena          |
| "Dos Copas de Más"                            | Ao vivo       | 2015 | Primera fila: Hecho realidad | Nahuel Lerena          |
| "Soy Mujer"                                   | Ao vivo       | 2015 | Primera fila: Hecho realidad | Nahuel Lerena          |
| "Estés en Donde Estés"                        | Ao vivo       | 2015 | Primera fila: Hecho realidad | Nahuel Lerena          |
| "Te Dejo en Libertad"                         | Ao vivo       | 2015 | Primera fila: Hecho realidad | Nahuel Lerena          |
| "¿Qué Hago Yo?"                               | Ao vivo       | 2015 | Primera fila: Hecho realidad | Nahuel Lerena          |
| "No Te Quiero Nada" (com Axel)                | Acustic       | 2015 | Primera fila: Hecho realidad | Nahuel Lerena          |
| "No Tiene Devolución"                         | Ao vivo       | 2015 | Primera fila: Hecho realidad | Nahuel Lerena          |
| "Sé Que Te Vas" (com Matisse)                 | Ao vivo       | 2015 | Primera fila: Hecho realidad | Nahuel Lerena          |
| "Que Más Da" (com Joy Huerta & Julio Ramírez) | Ao vivo       | 2015 | Primera fila: Hecho realidad | Nahuel Lerena          |
| "His Eyes On The Sparrow"                     | Acustic       | 2015 | Primera fila: Hecho realidad | Nahuel Lerena          |
| "Me Entrego a Ti"                             | Acustic       | 2015 | Primera fila: Hecho realidad | Nahuel Lerena          |
| "Si Pruebas una Vez"                          | Acustic       | 2015 | Primera fila: Hecho realidad | Nahuel Lerena          |
| "Quédate Lejos" (com Maluma)                  | Ao vivo       | 2015 | Primera fila: Hecho realidad | Nahuel Lerena          |
| "Sé Que Te Vas"                               |               | 2016 | Primera fila: Hecho realidad | Toño Gtz Gabriel River |
| "100 Años" (com Prince Royce)                 |               | 2017 | 30 de febrero                | Pablo Croce            |
| "No Pasa Nada"                                | Lyric video   | 2017 | 30 de febrero                | Diego Álvarez          |
| "Ojalá"                                       | Lyric video   | 2017 | 30 de febrero                | Diego Álvarez          |
| "Eso No Va a Suceder"                         | Lyric video   | 2017 | 30 de febrero                | Diego Álvarez          |
| "Llueve Sobre Mojado"                         | Lyric video   | 2017 | 30 de febrero                | Diego Álvarez          |
| "Paleta"                                      | Lyric video   | 2017 | 30 de febrero                | Diego Álvarez          |
| "30 de Febrero" (com Abraham Mateo)           | Lyric video   | 2017 | 30 de febrero                | Diego Álvarez          |
| "No Pasa Nada"                                |               | 2018 | 30 de febrero                | Pablo Croce            |
| "No Pasa Nada"                                | Acustic       | 2018 | N/A                          | Desconhecido           |
| "Eso No Va a Suceder"                         |               | 2018 | 30 de febrero                | Emiliano Castro        |
| "Eso No Va a Suceder"                         | Acustic       | 2018 | N/A                          | Desconhecido           |
| "Eso No Va a Suceder"                         | IGTV vertical | 2018 | N/A                          | Desconhecido           |
| "¿Qué Me Faltó?"                              |               | 2019 | 30 de febrero                | Toño Tzinzun           |
| "Estés Donde Estés"                           | Ao vivo       | 2019 | En vivo                      | Gonzalo Ferrari        |
| "¿De Dónde Sacas Eso?"                        | Ao vivo       | 2019 | En vivo                      | Gonzalo Ferrari        |
| "Amor a Medias"                               | Ao vivo       | 2019 | En vivo                      | Gonzalo Ferrari        |
| "Ojalá"                                       | Ao vivo       | 2019 | En vivo                      | Gonzalo Ferrari        |
| "Sé Que Te Vas"                               | Ao vivo       | 2019 | En vivo                      | Gonzalo Ferrari        |
| "Todo No Fue Suficiente"                      | Ao vivo       | 2019 | En vivo                      | Gonzalo Ferrari        |
| "¿Qué Me Faltó?"                              | Ao vivo       | 2019 | En vivo                      | Gonzalo Ferrari        |
| "Destino o Casualidad" (com Melendi)          | Ao vivo       | 2019 | En vivo                      | Gonzalo Ferrari        |
| "Dos Copas de Más"                            | Ao vivo       | 2019 | En vivo                      | Gonzalo Ferrari        |
| "Eso No Va a Suceder"                         | Ao vivo       | 2019 | En vivo                      | Gonzalo Ferrari        |
| "¿Qué Hago Yo?"                               | Ao vivo       | 2019 | En vivo                      | Gonzalo Ferrari        |
| "Me Entrego a Ti"                             | Ao vivo       | 2019 | En vivo                      | Gonzalo Ferrari        |
| "No Pasa Nada"                                | Ao vivo       | 2019 | En vivo                      | Gonzalo Ferrari        |
| "Te Dejo en Libertad"                         | Ao vivo       | 2019 | En vivo                      | Gonzalo Ferrari        |
| "Si Tú No Vuelves" (com Miguel Bosé)          | Ao vivo       | 2019 | En vivo                      | Gonzalo Ferrari        |
| "Ex de Verdad"                                | Ao vivo       | 2019 | En vivo                      | Gonzalo Ferrari        |
| "Odio Amarte"                                 | Ao vivo       | 2019 | En vivo                      | Gonzalo Ferrari        |
| "100 Años" (com Prince Royce)                 | Ao vivo       | 2019 | En vivo                      | Gonzalo Ferrari        |
| "Lo Aprendí de Ti"                            | Ao vivo       | 2019 | En vivo                      | Gonzalo Ferrari        |
| "No Te Quiero Nada"                           | Ao vivo       | 2019 | En vivo                      | Gonzalo Ferrari        |
| "Perdón, Perdón"                              | Ao vivo       | 2019 | En vivo                      | Gonzalo Ferrari        |
| "30 de Febrero"                               | Ao vivo       | 2019 | En vivo                      | Gonzalo Ferrari        |
| "Vencer el pasado"                            |               | 2021 | N/A                          | Dubraska Arias         |
| "The Unforgiven"                              | conceptual    | 2021 | The Metallica Blacklist      | Desconhecido           |
| "Lo que un hombre debería saber"              |               | 2022 | Haashtag                     | Pablo Croce            |
| "Mejor que te acostumbres"                    |               | 2022 | Haashtag                     | Pablo Croce            |
| "Serías tú"                                   |               | 2022 | Haashtag                     | Andrés Ibañez Díaz     |
| "Supongo que lo sabes"                        |               | 2022 | Haashtag                     | Pablo Croce            |
| "Si yo fuera tú"                              |               | 2022 | Haashtag                     | Nuno Gómez             |
| "Mi salida contigo"                           |               | 2022 | Haashtag                     | Desconhecido           |
| "Tenían razón"                                |               | 2022 | Haashtag                     | Pablo Croce            |

### Como convidada
| Título                                                    | Ano  | Álbum             | Diretor         |
| --------------------------------------------------------- | ---- | ----------------- | --------------- |
| "Te Voy a Perder" (com Leonel García)                     | 2013 | Todas Mías        | Desconhecido    |
| "Te Mueves Tú, Se Mueven Todos" (com Reik & David Bisbal) | 2014 | N/A               | Desconhecido    |
| "Mi Niña Mujer" (Ao vivo) (com Los Ángeles Azules)        | 2016 | De Plaza en Plaza | Diego Álvarez   |
| "Te Aprovechas" (Ao vivo) (com Alicia Villarreal)         | 2017 | La Villarreal     | Desconhecido    |
| "Destino o Casualidad" (com Melendi)                      | 2017 | Quítate las Gafas | Willy Rodríguez |
| "Perdón, Perdón" (Ao vivo) (com Los Ángeles Azules)       | 2018 | Esto Si es Cumbia | Diego Álvarez   |
| "Rosas en Mi Almohada" (Ao vivo) (com María José)         | 2019 | Conexión          | Desconhecido    |
| "Resistire México"                                        | 2020 | N/A               | Desconhecido    |
| "Fuiste mía"                                              | 2021 | N/A               | Martin Seipel   |
| "Lo aprendi de tí"                                        | 2022 | Piano y Mujer II  | Desconhecido    |

## Álbuns de vídeo ao vivo
| Título                       | Informações                                                                         | Descrição |
| ---------------------------- | ----------------------------------------------------------------------------------- | --- |
| Primera fila: Hecho realidad | - Lançamento: Novembro 11, 2014 - Formato: CD/Blu-Ray - Gravadora: Sony Music Latin | - Vídeo que contêm videoclipes das faixas do álbum realizado no Estudios Churubusco na Cidade do México e Lake Charles, Luisiana. |
| En vivo                      | - Lançamento: Dezembro 6, 2019 - Formato: 2 CD/DVD - Gravadora: Sony Music Latin    | - Vídeo que contêm show no Auditório Nacional na Cidade do México, em 11 de novembro de 2018, durante sua turnê mundial Gira 100 Años Contigo. O show é uma combinação de clipes das performances da turnê, com momentos de bastidores. |

## Filmografia
| Filmografia                                             | Integrantes  | Integrantes  | Notes       |
| ------------------------------------------------------- | ------------ | ------------ | ----------- |
| Filmografia                                             | Ashley Grace | Hanna Nicole | Notes       |
| Filmografia                                             | Papel        |              | Notes       |
| Igor (2008)                                             | Heidi        | Mela         | Voz         |
| La Voz... México (2012)                                 | Elas mesmos  | Elas mesmos  | Coach       |
| Take Dois com Phineas e Ferb (2012)                     | Elas mesmos  | Elas mesmos  | Episódio 25 |
| Sing: Ven y canta! (2015)                               | Ash          | Rosita       | Voz         |
| Me pongo de Pie (2015)                                  | Elas mesmos  | Elas mesmos  | Coach       |
| Festival Internacional da Canção de Viña del Mar (2018) | Elas mesmos  | Elas mesmos  | Juradas     |